# Сяньян
Сянья́н (кит.: 咸陽市; піньїнь: Xiányáng shì) — місто в Китаї, в провінції Шеньсі. Розташоване на північному березі річки Вей. Засноване близько 325 року до Р.Х. Столиця стародавнього Китаю за часів панування династії Цінь. Центр сільського господарства, збору бавовни, текстильної промисловості. Населення — близько 950 тисяч чоловік. 

## Клімат
Місто знаходиться у зоні, котра характеризується вологим субтропічним кліматом. Найтепліший місяць — липень із середньою температурою 26.4 °C (79.5 °F). Найхолодніший місяць — січень, із середньою температурою 0.1 °С (32.2 °F).
| Клімат Сяньяна          | Клімат Сяньяна | Клімат Сяньяна | Клімат Сяньяна | Клімат Сяньяна | Клімат Сяньяна | Клімат Сяньяна | Клімат Сяньяна | Клімат Сяньяна | Клімат Сяньяна | Клімат Сяньяна | Клімат Сяньяна | Клімат Сяньяна | Клімат Сяньяна |
| Показник                | Січ.           | Лют.           | Бер.           | Квіт.          | Трав.          | Черв.          | Лип.           | Серп.          | Вер.           | Жовт.          | Лист.          | Груд.          | Рік            |
| Середній максимум, °C   | 4              | 6,5            | 12,5           | 18,7           | 24,1           | 29,2           | 30             | 29,2           | 22,9           | 17,5           | 10,8           | 5              | 17,5           |
| Середня температура, °C | 0,1            | 2,7            | 8,4            | 14,5           | 19,6           | 24,8           | 26,4           | 25,6           | 19,7           | 14,2           | 7,3            | 1,4            | 13,7           |
| Середній мінімум, °C    | −5             | −2,7           | 2,3            | 7,8            | 12,8           | 17,4           | 20,3           | 19,5           | 14,4           | 8,7            | 2              | −3,6           | 7,8            |
| Норма опадів, мм        | 5.9            | 10.1           | 25.4           | 48.1           | 63.3           | 53             | 97.2           | 77.5           | 106.9          | 63.3           | 25             | 5.4            | 581.1          |
| Днів з опадами          | 4,2            | 5,4            | 6,9            | 9,5            | 9,7            | 8,5            | 11,4           | 9,8            | 13,2           | 11,3           | 8              | 3,8            | 101,7          |
| Вологість повітря, %    | 62.3           | 61.9           | 62.8           | 66             | 66.4           | 59.2           | 70.2           | 72             | 77.2           | 75.8           | 73.9           | 67.3           | 67.9           |
| ----------------------- | -------------- | -------------- | -------------- | -------------- | -------------- | -------------- | -------------- | -------------- | -------------- | -------------- | -------------- | -------------- | -------------- |
| Джерело: Weatherbase    |                |                |                |                |                |                |                |                |                |                |                |                |                |